# Arató Géza
Arató Géza (Esztergom, 1954. április 22. –) pszichiáter, közéleti személyiség.

## Tanulmányai, munkássága
Általános orvosi oklevelét a SOTE-n szerezte 1978-ban, majd 1982-ben idegorvosi, 1987-ben pszichiáter, 1995-ben addiktológiai szakvizsgát tett. Az esztergomi Vaszary Kolos Kórház ideg- és elmegyógyászati osztályán dolgozott adjunktusként. A dorogi ambulancia dolgozója 1992-1996-ban. Fő kutatási területe a drogprevenció, drogpolitika, nevéhez fűződik a főváros első drogprogramjának elkészítése. 1988-ban részt vett a Bős-Nagymaros Vízlépcsőrendszer elleni tiltakozásban. 1988-tól az MDF, 1990-től az SZDSZ politikusa, az utóbbi párt jelöltjeként került 1990-1994 között az 5. számú választókörzetből (Esztergom-Dorog) a Parlamentbe. A szociális, egészségügyi és családvédelmi albizottság elnöke volt, 1990-1991-ben szakmai szóvivő.